# مستحب
مستحب در لغت به معنای دوست داشته شده و پسندیده شده است و در اصطلاح فقه اسلام، عملی است که انجامش بر مکلَف مطلوب است و پاداش دارد ولی ترک آن عذاب ندارد. مانند: نماز شب. تعداد مستحبات بسیار زیاد است و قابل شمردن نیست

## مستحب مؤکد
در مستحب مؤکد، تأکید بر انجام فعل است، تأکیدی بیش از تأکید موجود در استحباب، و کمتر از تأکید واجب. در این گونه خواسته‌ها مکلف به خاطر سرپیچی عقاب نمی‌شود، ولی شارع او را به خاطر نادیده گرفتن تأکید او برانجام فعل، سرزنش می‌کند.